# Uraj
Uraj (ryska: Урай) är en stad i det autonoma okruget Chantien-Mansien, som ligger i Tiumen oblast, Ryssland. Staden bildades 1922 som Kolossja, som ett samhälle för oljefältsarbetare. 1965 bytte det namn till det nuvarande och fick status som "stad". Uraj hade 40 692 invånare 2021.

## Personer från Uraj
- Jana Zjilinskajte, handbollsspelare
- Viktorija Zjilinskajte, handbollsspelare